# Provincia de El Yadida
El Yadida (en árabe, الجديدة) es una provincia de Marruecos, en la región de Casablanca-Settat. Tiene el mismo nombre que el de su propia capital, El Yadida. Tenía en 2006, 1 128 098 habitantes.

## Demografía
| 970 894                              | 1 103 032 | 1 128 098 |
| 1994, 2004 : censo ; 2007 : cálculo. |           |           |

## División administrativa
La provincia de Jemisset consta de 5 municipios y 47 comunas:

### Municipios
- Azemur
- El Yadida
- Lbir Jdid
- Sidi Bennour
- Zemamra

### Comunas
| - Bni Hilal - Bni Tsiriss - Bouhmame - Boulaouane - Chaibate - Chtouka - Haouzia - Jabria - Khmis Ksiba - Koudiat Bni Dghough - Kridid - Laagagcha - Laamria - Laaounate - Laatatra - Laghdira | - Laghnadra - Lamharza Essahel - Lgharbia - Lmechrek - Loualidia - Metrane - Mettouh - Mogress - Moulay Abdallah - M'Tal - Oulad Aissa - Oulad Amrane - Oulad Boussaken - Oulad Frej - Oulad Ghanem - Oulad Hamdane | - Oulad Hcine - Oulad Rahmoune - Oulad Sbaita - Oulad Si Bouhya - Oulad Sidi Ali Ben Youssef - Saniat Berguig - Sebt Saiss - Si Hsaien Ben Abderrahmane - Sidi Abed - Sidi Ali Ban Hamdouche - Sidi M'Hamed Akhdim - Sidi Smail - Tamda - Zaouiat Lakouacem - Zaouiat Saiss |

## Turismo
La región de El Yadida se extiende sobre más de 150 km de costa, de la que varias playas son destinos turísticos, frecuentados por surfistas y aficionados a la mar, la de Sidi Bouzid es la más conocida de todo el país.
Playas más importantes: 
- Deauville (en El Yadida)
- Al Haouzia (a 2 km al norte)
- Sidi Bouzid (a 3 km al sur)